# Rachel Neylan
Rachel Neylan (Sídney, 9 de marzo de 1982) es una ciclista profesional australiana. Su mejor resultado es el 2.º puesto conseguido en el Campeonato Mundial en Ruta 2012, sin embargo problemas en los equipos europeos, incluyendo lesiones y un accidente de tráfico hizo que volviese a su país primero de manera amateur y desde 2015 de forma profesional.

## Infancia y adolescencia
De joven desde los 8 años se dedicó al atletismo. Tras graduarse en Ciencias Aplicadas en Fisioterapia en la Universidad de Sídney con 21 años buscó actividades donde aplicar sus conocimientos. Primero probó con el remo durante 12 meses, después el atletismo y posteriormente, con 25 años, se inscribió en un programa de captación de talentos de ciclismo en el que debido a sus buenos resultados fue seleccionada para continuar con una formación competitiva.

## Trayectoria deportiva
Comenzó a aparecer en los primeros puestos en los calendarios nacionales de Oceanía logrando el 6.º puesto en el Campeonato de Australia en Ruta y en el Campeonato de Oceanía en Ruta en 2009. Ello la dio acceso a varios equipos amateurs internacionales durante los años 2009 y 2010 con los que poder disputar carreras fuera de su continente.
Finalmente en 2011 logró el salto a profesionales con el equipo estadounidense Diadora-Pasta Zara aunque sin destacar demasiado pasando a Europa en 2012 con el equipo Abus-Nutrixxion. En ese 2012 solo destacó en Australia y en alguna prueba aislada amateur y a pesar de tener diversos problemas con su equipo logró el 2.ª puesto en el Campeonato Mundial en Ruta. Ello la dio la oportunidad de fichar por un equipo de mejor nivel, el Hitec Products-UCK. Sin embargo, otros problemas esta vez con lesiones, un accidente de tráfico y otros problemas personales hizo que apenas tuviese resultados destacados y abandonó el ciclismo profesional temporalmente aunque seguía participando a modo competitivo en algunas carreras internacionales con la Selección de Australia e incluso individualmente -por ejemplo corrió con el «Mixto1» (formado mayoritariamente por corredoras del BZK Emakumeen Bira) la Durango-Durango Emakumeen Saria 2014-.
En marzo del 2015 volvió a profesionalismo con el equipo de su país, el Orica-AIS, donde logró su primera victoria profesional, el Trophée d'Or Féminin donde además ganó la 3.ª etapa, compitiendo con la selección de Australia.

## Palmarés
2012
- 3.ª en el Campeonato de Australia en Ruta
- 3.ª en el Campeonato de Oceanía en Ruta
- 2.ª en el Campeonato Mundial en Ruta

2015
- 2.ª en el Campeonato de Australia en Ruta  (como amateur)[14]
- Trophée d'Or Féminin, más 1 etapa
- Cadel Evans Great Ocean Road Race Women

2016
- 3.ª en el Campeonato de Australia en Ruta
- Gran Premio de Plumelec-Morbihan Femenino

2019
- 1 etapa de la Gracia-Orlová

## Resultados en Grandes Vueltas y Campeonatos del Mundo
Durante su carrera deportiva ha conseguido los siguientes puestos en las Grandes Vueltas femeninas y en los Campeonatos del Mundo en carretera:
| Carrera         | Carrera         | 2011 | 2012 | 2013 | 2014 | 2015 | 2016 | 2017 | 2018 | 2019 | 2020 | 2021 | 2022 | 2023 |
| --------------- | --------------- | ---- | ---- | ---- | ---- | ---- | ---- | ---- | ---- | ---- | ---- | ---- | ---- | ---- |
|                 | Giro de Italia  | Ab.  | —    | —    | —    | 32.ª | —    | —    | Ab.  | 46.ª | 69.ª | —    | —    | —    |
|                 | Tour de l'Aude  | X    | X    | X    | X    | X    | X    | X    | X    | X    | X    | X    | X    | X    |
|                 | Tour de Francia | X    | X    | X    | X    | X    | X    | X    | X    | X    | X    | X    | 28.ª | 49.ª |
| Mundial en Ruta | Mundial en Ruta | —    | 2.ª  | —    | 24.ª | 19.ª | —    | 54.ª | —    | —    | 51.ª | 24.ª | —    | —    |

—: no participa

Ab.: abandono

X: ediciones no celebradas

## Equipos
- Diadora-Pasta Zara (2011)
- Abus-Nutrixxion (2012)
- Hitec Products-UCK (2013)
- Orica-AIS (2015[15] -2017)
- Movistar Team (2018)
- Team Virtu Cycling Women (2019)
- Women Cycling[16] (2020-2021)[17]
  - Cronos Casa Dorada Women Cycling Team (2020)
  - Women Cyclng Team (2021)
- Parkhotel Valkenburg (2021)[18]
- Cofidis (2022-2023)